# Bío-Bío Egyetem
A Bío-Bío Egyetem (spanyolul: Universidad del Bío-Bío) Chile egyik úgynevezett „hagyományos” egyeteme a Biobío régióban. A ma tízezer hallgatót számláló műszaki és bölcsészeti egyetem jogelődje az 1947-ben alapított Állami Műszaki Egyetem és a Chilei Katolikus Egyetem (Pontificia Universidad Católica de Chile). A dél-amerikai intézményben jelenleg (2011) 35 alap- és kétféle mesterképzés folyik. Az oktatók 70 százaléka rendelkezik mester- vagy doktori fokozattal.

## Karok
Az egyetemen hat kar található:
- építészmérnöki, építőmérnöki és dizájner kar
- tudományos kar
- gépészmérnöki kar
- bölcsészettudományi és tanárképző kar
- egészségtudományi kar
- üzleti ügyintézés

## Bővítés és nemzetközi kapcsolatok
Az egyetem támogatja a művészeti, kulturális és technológiai örökség létrehozását, terjesztését és megőrzését. Az intézmény továbbá támogatja az oktatók és diákok külföldi akadémiákkal és tudományos intézményekkel történő nemzetközi csereprogramjait.